# NGC 2469
NGC 2469 è una galassia a spirale situata nella costellazione della Lince, a una distanza di circa 172 milioni di anni luce dalla nostra Via Lattea.

## Scoperta
La galassia è stata scoperta il 18 marzo 1790 dall'astronomo britannico di origine tedesca William Herschel.

## Descrizione
NGC 2469 ha una classe di luminosità II-III e presenta una larga riga a 21 cm dell'idrogeno neutro.